# Schönach (Gerlos)
Die Schönach ist ein reißender Gebirgsbach in Tirol nahe der Grenze zu Salzburg. Sie entspringt auf einer Höhe von ca. 2500 Metern unterhalb des Schönachkees, eines kleinen Gletschers, der sich unterhalb der Berge Zillerkopf (2995 m ü. A.) und Schneekarspitze (3209 m ü. A.) in der Reichenspitzgruppe (Zillertaler Alpen) erstreckt, und fließt von dort aus nordwärts durch das Schönachtal. Ein Teil des Wassers wird in den Speicher Zillergründl geleitet. Nach gut 10 km fließt sie 1 km östlich von Gerlos in den Gerlosbach. Sie ist dessen größter Nebenfluss.